# سپتامبر ۲۰۰۸
سپتامبر ۲۰۰۸ یکی از ماه‌های ۲۰۰۸ (میلادی) است.

## ۱ سپتامبر ۲۰۰۸
- بزرگ‌ترین استان عراق به نیروهای عراقی سپرده شد

ارتش ایالات متحده آمریکا برای نخستین بار پس از اشغال عراق، ۲۰۰۳ - تاکنون حفظ امنیت استان انبار و شهر رمادی را که سابقا یکی از مراکز عمده فعالیت شورشیان عراقی و القاعده بود را به نیروهای امنیتی عراق واگذار کرد. استان انبار وسیع‌ترین و پر آشوب‌ترین استان عراق بود که روز اول سپتامبر به واحدهای ارتش و نیروهای پلیس این کشور انتقال داده شد. بی‌بی‌سی فارسی

## ۲ سپتامبر ۲۰۰۸
- نخست وزیر ژاپن استعفا داد

یاسو فوکودا، نخست وزیر ژاپن کمتر از یکسال پس از به قدرت رسیدن استعفای خود را اعلام کرده است. یاسو فوکودا دلیل استعفای خود را بن بست در مجلس علیای ژاپن خوانده که در کنترل مخالفان است. بی‌بی‌سی فارسی

## ۳ سپتامبر ۲۰۰۸
- حمله ناموفق مسلحانه به نخست وزیر پاکستان

کاروانی از خودروهایی که یوسف گیلانی، نخست وزیر پاکستان از آن استفاده می‌کند، هدف حمله مسلحانه قرار گرفت. مقامات وزارت کشور پاکستان می‌گویند این حمله هنگامی صورت گرفت که کاروان خودروهای ضدگلوگله یوسف گیلانی عازم فرودگاه بین‌المللی اسلام‌آباد بود. بی‌بی‌سی فارسی و العربیه

## ۴ سپتامبر ۲۰۰۸
- برای نخستین بار در تاریخ استرالیا، یک زن فرماندار کل شد

برای نخستين بار در استراليا، يک زن در مقام فرماندار کل سوگند ياد کرد. فرماندهی کل نيروهای مسلح استرالیا بر عهده فرماندار کل است. مراسم تحليف کوئنتيس برايس (Quentin Bryce) در ساختمان مجلس سنای استراليا در کانبرا انجام گرفت. صدای آمریکا

## ۵ سپتامبر ۲۰۰۸
- مک‌کین نامزدی حزب جمهوری‌خواه را پذیرفت

جان مک‌کین سناتور هفتاد و دو ساله از ایالت آریزونا، در سخنانی در همایش ملی حزب جمهوری‌خواه آمریکا در سینت‌پال ایالت مینه‌سوتا، با قبول نامزدی این حزب در انتخابات ریاست جمهوری آمریکا که در ماه نوامبر سال جاری برگزار خواهد شد، برنامه و شعارهای انتخاباتی خود را شرح داد و نامزدی حزب جمهوری‌خواه را رسما پذیرفت. بی‌بی‌سی فارسی

## ۶ سپتامبر ۲۰۰۸
- آصف زرداری رئیس جمهور پاکستان شد

آصف علی زرداری، رهبر حزب مردم پاکستان، در رای‌گیری برای انتخاب رئیس جمهور این کشور، با اکثریت چشم‌گیری پیروز شده است. آصف زرداری توانست از ۷۰۲ رای کالج انتخاباتی، ۴۵۹ رای را به خود اختصاص دهد. وی برای پیروزی به تنها ۳۵۳ رای نیاز داشت. بی‌بی‌سی فارسی
- رئیس جمهور ترکیه وارد ارمنستان شد

عبدالله گل به دعوت سرژ سرکیسیان، رئیس جمهور ارمنستان و برای تماشای فوتبال وارد این کشور شد، اما این دیدار اهمیت نمادین زیادی دارد و بالاترین رابطه دیپلماتیک این دو کشور از سال ۱۹۹۱ زمان استقلال ارمنستان است.ایسکانیوز بی‌بی‌سی فارسی
- دیدار تاریخی وزیر خارجه آمریکا از لیبی

کاندولیزا رایس وزیر خارجه ایالات متحده آمریکا پس از گذشت ۵۵ سال از آخرین سفر یک وزیر خارجه امریکا به این کشور و نزدیک به ۵۰ سال از قطع روابط لیبی و آمریکا، وارد تریپولی شد. این سفر گامی جدید در راستای عادی سازی روابط ایالات متحده و لیبی محسوب  می‌شود. بی‌بی‌سی فارسی، صدای آمریکا، العربیه

## ۷ سپتامبر ۲۰۰۸
- کارکنان شرکت بوئینگ اعتصاب کردند

فعالیت بزرگترین شرکت هواپیماسازی جهان به علت اعتصاب ۲۷ هزار تن از کارکنان آن مختل شده ‌است.بی‌بی‌سی فارسی

## ۸ سپتامبر ۲۰۰۸
- موافقت روسیه با خروج نیروهایش از گرجستان
  - مناقشه گرجستان:دمیتری مدودف رئیس جمهور روسیه پس از سه ساعت گفتگو با نیکولا سارکوزی گفت پس از آن که ۲۰۰ ناظر صلح اتحادیه اروپا در اوستیای جنوبی مستقر شدند خروج نیروهای روسیه از گرجستان صورت خواهد گرفت.بی‌بی‌سی فارسی

## ۹ سپتامبر ۲۰۰۸
- بهای جهانی نفت به زير ۱۰۰ دلار سقوط کرد

پس از آنکه رئيس دوره‌ای سازمان کشورهای تولید کننده نفت (اوپک)، از توافق اعضا برسر ثابت نگه‌داشتن  حجم توليد نفت خبر داد، بهای جهانی نفت برنت دريای شمال پس از پنج ماه به ۹۹ دلار و ۰۴  سنت سقوط کرد. رادیو فردا، رویترز

## ۱۰ سپتامبر ۲۰۰۸
- آغاز موفقیت آمیز آزمایش «انفجار بزرگ» در سوئیس

سه دهه پس از ارائه ايده خلق مصنوعى آغاز كائنات، سرانجام بزرگترين آزمايش تاريخ فیزیک با پرتاب اولين پروتون به تونلى ۲۷ كيلومترى در عمق ۱۰۰ متری از سطح زمین آغاز شد. قرار است برخورددهنده هادرونی بزرگ که یک شتاب‌دهنده ذره‌ای و برخورددهنده‌است، آنچه به عنوان سیاه‌چاله فضایی ناميده شده را در اندازه اى فوق العاده كوچک توليد کند. رادیو فردا، بی‌بی‌سی انگلیسی
- زلزله بندرعباس را لرزاند

بر اساس گزارش مرکز زمین شناسی آمریکا، زلزله‌ای به قدرت ۶٫۱ ریشتر، غرب بندرعباس در جنوب ایران را لرزانده است. بی‌بی‌سی فارسی
- ایران، بزرگترین اعدام کنندهٔ «کودکان» در جهان

سازمان دیدبان حقوق بشر در گزارشی، کشور ایران را بزرگترین اعدام کنندهٔ افراد زیر ۱۸ سال در جهان اعلام کرد. در این گزارش، ایران با ۲۶ تعداد اعدام از سال ۲۰۰۵ تا کنون، و کشورهای عربستان سعودی و سودان با ۲ اعدام، و یمن و پاکستان با هر کدام یک اعدام در صدر کشورهای جهان قرار دارند.
رویترز، سازمان دیدبان حقوق بشر

## ۱۱ سپتامبر ۲۰۰۸
- توافق رقبا در زیمبابوه برای تشکیل دولت وحدت ملی

مورگان چانگیرای رهبر مخالفان دولت زیمبابوه و رابرت موگابه رئیس جمهور این کشور، برای تقسیم قدرت به توافقی دست یافتند. این مصالحه با میانجی‌گری تابو امبکی، رئیس جمهور آفریقای جنوبی انجام گرفته است. بی‌بی‌سی فارسی

## ۱۲ سپتامبر ۲۰۰۸
- حمله موشکی آمریکا به شمال غرب پاکستان برغم هشدار این کشور

در پی حمله موشکی هوا به زمین یک هواپیمای بدون خلبان نیروهای امریکا مستقر در افغانستان، به منطقه قبیله‌نشین پاکستان در شمال وزیرستان دست کم ۱۰ تن کشته شدند. العربیه
- تشنج در روابط بولیوی، ونزوئلا و آمریکا

یک روز پس از آنکه بولیوی از سفیر آمریکا خواست آن کشور را ترک کند، آمریکا نیز سفیر بولیوی در واشنگتن دی‌سی را اخراج کرد. هوگو چاوز رئیس جمهور ونزوئلا نیز برای اعلام همبستگی با دولت اوو مورالس، رئیس جمهور بولیوی، به سفیر آمریکا در کاراکاس ۷۲ ساعت برای ترک ونزوئلا فرصت دارد و اعلام کرد که سفیر خود از واشنگتن دی‌سی را نیز فرا می‌خواند. بی‌بی‌سی فارسی

## ۱۳ سپتامبر ۲۰۰۸
- ایالت تگزاس با توفانی «بالقوه فاجعه‌بار» روبروست

توفند آیک که در حال درنوردیدن خلیج مکزیک است، در حال نزدیک‌شدن به تگزاس است. توفند آیک باعث بالا آمدن آب دریا شده و نواحی پست ساحلی را زیر آب خواهد برد. سازمان هواشناسی آمریکا اخطار داده است که ساکنان شهر ساحلی گلوستون اگر آنجا را تخلیه نکنند با «مرگ حتمی» روبرو هستند. به بیش از یک میلیون نفر از ساکنان تگزاس توصیه شده است پیش از رسیدن آیک در آخرین ساعات جمعه یا ساعات نخست شنبه، خانه‌های خود را ترک کنند. بی‌بی‌سی فارسی، رویترز
- پنج انفجار پیاپی در دهلی جان دست‌کم ۲۰ نفر را گرفت

انفجار پنج بمب به فاصله چند دقیقه از یکدیگر در یک ناحیه شلوغ در دهلی، پایتخت هند، باعث قتل حداقل ۲۰ نفر شد. بی‌بی‌سی فارسی، رویترز
- تصادف مرگبار قطار در لس‌آنجلس

در تصادف یک قطار مسافربری و یک قطار باری در شهر لس‌آنجلس، کالیفرنیا حداقل ۱۰ نفر کشته شده و یکصد نفر نیز زخمی شده‌اند. بی‌بی‌سی فارسی، رویترز

## ۱۴ سپتامبر ۲۰۰۸
- سقوط هواپیمای مسافربری روسی و مرگ ۸۸ سرنشینش

یک فروند بوئینگ ۷۳۷ شرکت هواپیمایی آئروفلوت، به در حاشیه شهر پرم در روسیه سقوط کرد. مقامات دولتی روسیه طی بیانیه‌ای اعلام کردند که تمامی هشتاد و دو مسافر از جمله هفت کودک، به همراه شش خدمه پرواز کشته ‌شده‌اند. بی‌بی‌سی فارسی، رادیو فردا
- پیامدهای توفند آیک

بدنبال درنوردیده شدن ایالات تگزاس و لوئیزیانا توسط توفند سهمگین آیک، ممنوعیت آمد و شد شبانه در شهر هیوستون به اجرا در آمد، برق میلیون ها خانوار قطع گردیده، و صدمه دیدن و توقف ۱۴ پالایشگاه نفتی جنوب تگزاس باعث افزایش قیمت بنزین به میانگین ۴ دلار در هر گالن در سرتاسر آمریکا گردید. بی‌بی‌سی فارسی، سی‌ان‌ان

## ۱۵ سپتامبر ۲۰۰۸
- اعلام ورشکستگی برادران لیمن

برادران لیمن (Lehman Brothers) یکی از بزرگ‌ترین بانک‌های سرمایه‌گذاری در آمریکا به دلیل ناتوانی در پرداخت بدهی‌های خود اعلان ورشکستگی کرد. همچنین اعلام شد که بانک آمریکا (‌Bank of America) مؤسسه مریل لینچ (Merrill Lynch) را در ازای توافقی ۵۰ میلیارد دلاری خریداری خواهد کرد. دویچه وله، بی‌بی‌سی فارسی، رادیو فردا
- ریچارد رایت، از اعضای پینک فلوید درگذشت

ریچارد رایت، نوازنده کیبورد و یکی از بنیانگذاران گروه راک پینک فلوید بر اثر ابتلا به سرطان در سن ۶۵ سالگی درگذشت. بی‌بی‌سی فارسی

## ۱۶ سپتامبر ۲۰۰۸
- آموزش پیشگیری از «ایدز و اعتیاد» از مقطع متوسطه حذف شد

مباحث آموزشی پیشگیری از ایدز و اعتیاد از درس‌های دبیرستان در ایران حذف شد. همچنین درس مهارت‌های زندگی که قرار بود در مقطع راهنمایی اجباری شود، بسته به نظر مدیران اختیاری شد. شهرزادنیوز، ایسنا

## ۱۷ سپتامبر ۲۰۰۸
- معرفی رهبر جدید حزب کادیما

روز چهارشنبه، بیش از نیمی از ۷۴ هزار عضو حزب کادیمای اسرائیل، تسیپی لیونی، وزیر امور خارجه را به عنوان رهبر حزب برگزیدند. دویچه وله فارسی
- حمله به سفارت آمریکا در یمن

در حمله‌ای شدید به سفارت ایالات متحده در صنعا پایتخت یمن، ۱۶ نفر کشته و دست‌کم ۱۶ نفر دیگر زخمی شده‌اند. کشته‌شدگان پلیس، غیر نظامیان و حمله‌کنندگان بودند.ساختمان سفارت آمریکا در یمن متعلق به اجداد اسامه بن‌لادن است. دویچه وله فارسی

## ۱۹ سپتامبر ۲۰۰۸
- تاسیسات اتمی کره شمالی بازسازی می‌شود

کره شمالی اعلام داشته که در اعتراض نسبت به سیاست ایالات متحده، اقدامات لازم برای راه اندازی دوباره رآکتور اتمی خود را به جریان انداخته‌است. بی‌بی‌سی فارسی
- ۷ کشته در حمله هوایی ارتش آمریکا در عراق

ارتش آمریکا می‌گوید که دست کم هفت نفر در حمله هوایی سربازان آمریکایی در عراق کشته شدند. بی‌بی‌سی فارسی

## ۲۰ سپتامبر ۲۰۰۸
- انفجار شدید در هتل ماریوت اسلام‌آباد

بر اثر انفجار بمبی قوی مقابل هتل ماریوت در اسلام‌آباد، پایتخت پاکستان دست‌کم ۵۰ نفر کشته شدند. این انفجار ساعاتی پس از سخن‌رانی آصف علی زرداری، رئیس‌جمهور جدید در مجلس پاکستان که در چندصد متری هتل قرار دارد رخ داد. رویترز، بی‌بی‌سی فارسی، دویچه وله فارسی
- برخورددهنده هادرون متوقف شد

طرح آغاز آزمایش تصادم ذرات در برخورددهنده هادرونی بزرگ (LHC) به واسطه نقص فنی در یکی از ادوات تولید کننده میدان مغناطیسی، متوقف شد. بی‌بی‌سی فارسی، خبرگزاری مهر

## ۲۱ سپتامبر ۲۰۰۸
- استعفای تابو امبکی، رئیس‌جمهور آفریقای جنوبی

تابو امبکی رئیس‌جمهور آفریقای جنوبی به طور رسمی از مقام ریاست جمهوری آفریقای جنوبی کناره‌گیری کرد. وی با اعلام این خبر در یک سخنرانی تلویزیونی، خطاب به مردم کشورش گفت استعفانامه خود را به رئیس مجلس ملی تقدیم کرده‌است. بی‌بی‌سی فارسی

## ۲۲ سپتامبر ۲۰۰۸
- دوازده نفر در حمله‌ای در بیت المقدس مجروح شدند

راننده یک خودرو در بیت المقدس با حمله به گروهی از عابران پیاده که نظامی بودند، دوازده نفر را مجروح کرده‌است.حال یکی از این افراد وخیم گزارش شده‌است.بی‌بی‌سی فارسی
- اعلام کناره‌گیری اهود اولمرت از نخست‌وزیری اسرائیل

چند روز پس از کناره‌گیری از ریاست حزب کادیما، اهود اولمرت اعلام کرد که از مقام خود به عنوان نخست‌وزیر نیز استعفا می‌دهد. با این حال وی تا زمان تشکیل کابینهٔ جدید به کار خود ادامه خواهد داد.دویچه وله فارسی

## ۲۳ سپتامبر ۲۰۰۸
- سیل در هند ۲۰۰ کشته برجای گذاشته ‌است

مقام‌های دولتی در هند می‌گویند نزدیک به ۲۰۰ نفر، در اثر جاری شدن سیلاب‌های ناشی از بارش باران‌های سنگین موسمی در این کشور کشته شده‌اند.بی‌بی‌سی فارسی

## ۲۴ سپتامبر ۲۰۰۸
- انتخاب تارو آسو از حزب لیبرال دموکرات به نخست‌وزیری ژاپن (AP via CNN)
- در پی یک حمله انتحاری در کویته ۲ تن کشته و ۲۵ تن زخمی شدند

در پی یک حمله انتحاری در شهر کویته واقع در ایالت بلوچستان پاکستان دست کم دو تن کشته و ۲۵ تن دیگر زخمی شدند.در میان زخمیان تعدادی زن وکودک وجود دارند.العربیه فارسی

## ۲۵ سپتامبر ۲۰۰۸
- حمایت همه جانبه پیلین از اسرائیل

سارا پیلین، نامزد معاونت ریاست جمهوری آمریکا در مصاحبه‌ای با کیتی کوریک از شبکه سی بی اس آمریکا، با اعلام حمایت همه جانبه خود از حملهٔ اسرائیل به ایران جهت تامین امنیت جان اسرائیلیان، هشدار داد «ایران بداند که اجازه وقوع هولوکاست دومی را نخواهیم داد». شبکه سی بی اس، ها آرتص

## ۲۶ سپتامبر ۲۰۰۸
- برگزاری تظاهرات روز جهانی قدس در ایران

هزاران تظاهرکننده روز جهانی قدس در شهرهای ایران با سر دادن شعار مرگ بر آمریکا و مرگ بر اسرائیل، نفرت و انزجار خود را از «رژیم صهیونیستی» و «استکبار آمریکا» اعلام کردند. ایسنا
- برگزاری تظاهرات علیه ایران در نیویورک

هتل محل اقامت محمود احمدی نژاد در پایان سفرش به نیویورک محل برگزاری تظاهرات مخالفان ایران در روز گذشته بود. این در حالیست که دولت آمریکا از اجازه دادن محمود احمدی نژاد برای سفر به کالیفرنیا ممانعت ورزید.رادیو فردا، پرس تی وی
- انتشار کتاب کاریکاتورهای ضد هولوکاستی

در حضور علی احمدی وزیر آموزش و پرورش، بمناسبت روز جهانی قدس، کتابی از کاریکاتورهای اعضای گروه‌های بسیج انتشار یافت که در آن «قربانیان هولوکاست به تمسخر گرفته میشوند».خبرگزاری فرانسه، دیلی تلگراف لندن

## ۲۷ سپتامبر ۲۰۰۸
- اولین مناظره بین مک کین و اوباما

دانشگاه میسیسیپی نخستین مناظره زنده تلویزیونی (با میزبانی جیم لهرر) بین باراک اوباما و جان مک کین در راستای انتخابات ریاست‌جمهوری ایالات متحده آمریکا (۲۰۰۸) را برگزار نمود. جان مک کین نامزد جمهوری خواهان در این مناظره گفت «ما نمی‌توانیم اجازه وقوع یک هولوکاست دوم را بدهیم». بی بی سی فارسی

## ۲۸ سپتامبر ۲۰۰۸
- تصویب قطعنامه جدید علیه ایران

شورای امنیت سازمان ملل چهارمین قطعنامه علیه جمهوری اسلامی ایران و برنامه هسته‌ای این کشور را به تصویب رسانید. بی بی سی فارسی
- کشف جدیدترین عدد اول مرسن

یک تیم ریاضیدان در دانشگاه یو سی ال ای با کشف یک عدد اول ۱۳ میلیون رقمی، جایزه ۱۰۰٬۰۰۰ دلاری برای کشف جدیدترین عدد اول مرسن را از آن خود کرد.یونایتد پرس، بی بی سی

## ۲۹ سپتامبر ۲۰۰۸
- کشف بارش برف بر روی مریخ

دانشمندان ناسا اعلام کردند که بر پایهٔ داده های رسیده از کاوشگر فینیکس، بر روی سیاره مریخ بارندگی برف را مشاهده کرده اند. واشنگتن پست

## ۳۰ سپتامبر ۲۰۰۸
- اعتراف به مدرک تحصیلی جعلی

علی کردان، وزير كشور جمهوری اسلامی ایران در نامه اى به محمود احمدی نژاد، رئيس جمهورى اسلامى، جعلى بودن مدرک تحصيلى اش را پذيرفت. وزير كشور ايران در جلسه راى اعتماد نمايندگان مجلس شورای اسلامی پیشتر گفته بود كه مدرک دكتراى خود را از دانشگاه آكسفورد دریافت کرده بوده است. رادیوفردا